# Tramwaj wodny ZKM w Gdyni

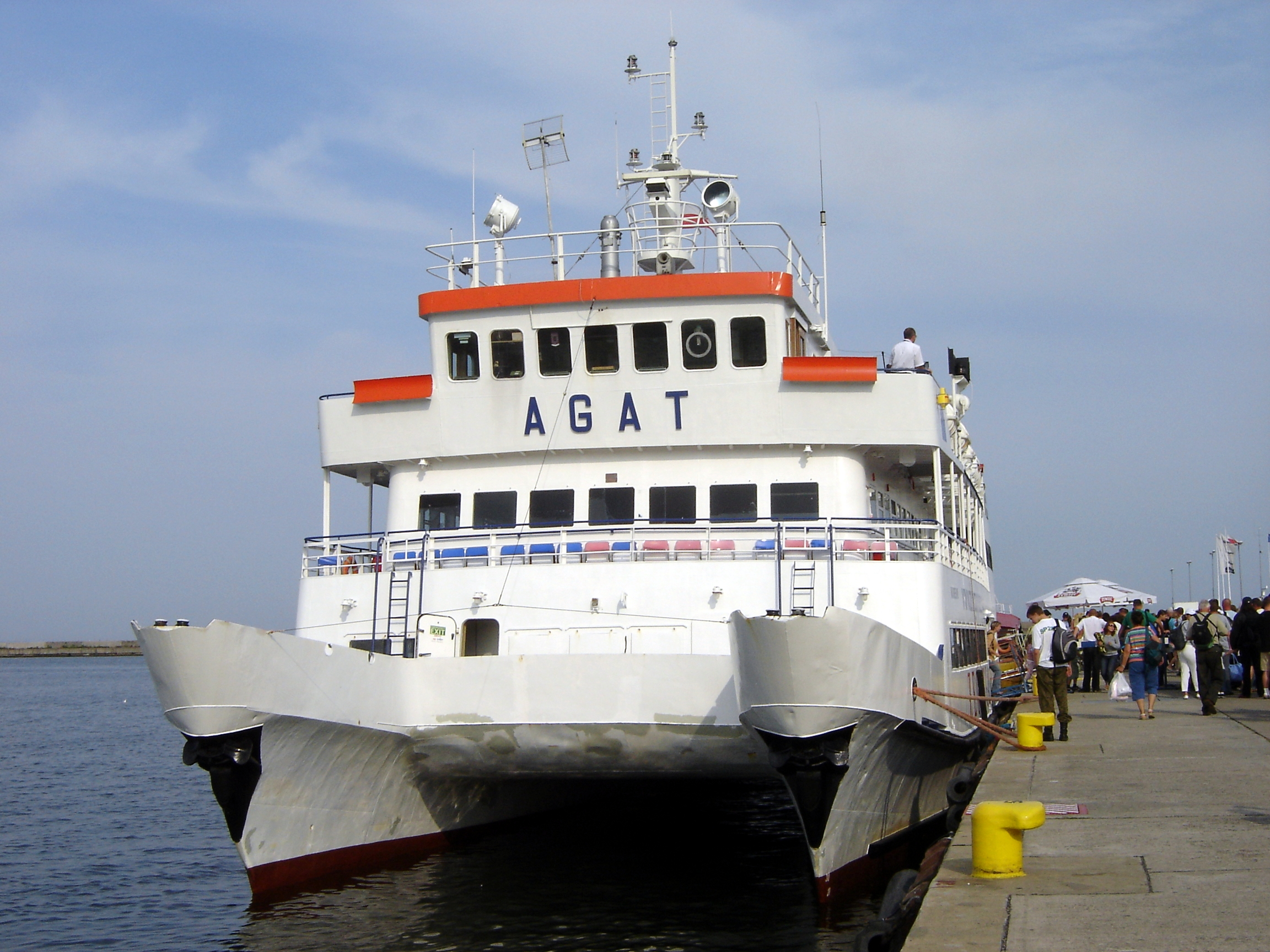
Tramwaj wodny linii 530 – Agat

Tramwaj wodny ZKM w Gdyni – tramwaj wodny Zarządu Komunikacji Miejskiej w Gdyni pływający przed 2014 rokiem między Gdynią a Jastarnią. Projekt finansowany był przez samorządy Gdyni, Jastarni oraz Urząd Marszałkowski Województwa Pomorskiego. Koszt projektu to około 3,5 mln zł. Kursy realizowane były w okresie letnich wakacji szkolnych (koniec czerwca, lipiec i sierpień).
Linie obsługiwane były przez katamarany Żeglugi Gdańskiej: MS Rubin i MS Opal.

## Historia
Pomysł powstania tego typu połączenia narodził się we wrześniu 2005 roku, kiedy to gdyński samorząd zorganizował spotkanie burmistrzów i wójtów gmin położonych nad Zatoką Gdańską (tj. Gdyni, Helu, Jastarni, Kosakowa, Pucka i Władysławowa) z udziałem wicemarszałka województwa, omawiając wtedy m.in. projekt tanich, regularnych połączeń wodnych, czyli tramwajów wodnych. Jednocześnie pomysłodawcy mieli nadzieję na włączenie się do tego projektu Sopotu i Gdańska, jednak miasta te zdecydowały się na stworzenie własnej, konkurencyjnej oferty.
Wraz z zakończeniem sezonu letniego 2012 zlikwidowana została linia 520 łącząca Gdynię z Helem. W 2013 pozostała wyłącznie linia Gdynia – Jastarnia (3 kursy dziennie), funkcjonująca w okresie 29 czerwca – 1 września. Linia ta nie funkcjonowała już w 2014 roku.
W 2012 roku podczas całego sezonu sprzedano ogółem 112 350 biletów (na 2 liniach), w tym do Jastarni i z powrotem 49 280. Od 1 lipca do 13 sierpnia 2013 tramwaj wodny na linii do Jastarni przewiózł 80 023 pasażerów, a do końca sierpnia – ponad 101 tys. osób.

## Linie
Tramwaje pojawiały się na następujących trasach:
| Linia | Trasa                                                                                      |
| ----- | ------------------------------------------------------------------------------------------ |
| 520   | Przystań Tramwaju Wodnego (Gdynia) – Hel (czas: 60 minut) i z powrotem, tylko do 2012 roku |
| 530   | Przystań Tramwaju Wodnego (Gdynia) – Jastarnia (czas: 75 minut) i z powrotem               |